# Alan Cranston
Alan MacGregor Cranston, né à Palo Alto (Californie) le 19 juin 1914 et mort à Los Altos (Californie) le 31 décembre 2000, est un journaliste et homme politique américain. Il fut membre démocrate du Sénat fédéral pour la Californie de 1969 à 1993, soit un total de quatre mandats de six ans consécutifs. Il est également candidat primaire à l'investiture du Parti démocrate pour l'élection présidentielle de 1984 mais ne la remporte pas.